# Аргентина в Первой мировой войне
Аргентина в период Первой мировой войны придерживалась нейтралитета. Этому способствовали несколько факторов. Во-первых, удалённость страны от основных мест боевых действий, во-вторых, политика нейтралитета — со времён окончания «братоубийственной» Парагвайской войны страна не участвовала в каких-либо широкомасштабных боевых действиях. За годы войны Аргентина из должника превратилась в кредитора.

## Предыстория
Аргентина начала XX века была одной из передовых во многих отношениях стран американского континента, что резко выделяло её на общем латиноамериканском фоне. Этот период в истории страны ознаменовался бурным развитием экономики, превратившим её в одного из крупнейших в мире производителей сельскохозяйственной продукции, что в свою очередь, спровоцировало быстрый рост населения страны, а также развитие народного образования и культуры. Аргентина входила в первую десятку стран мира с самым высоким доходом на душу населения. Ещё в 70-80-х годах XIX века страна вступила в фазу промышленного переворота. Политический строй представлял собой так называемый режим «элитарной демократии» (1880—1916), начало которому положили такие видные деятели Аргентины, как Сармьенто и Авельянеда.
10 февраля 1912 года был принят закон о всеобщем избирательном праве при тайном голосовании; это была одна из важнейших политических реформ, когда-либо проводившихся в стране.
На международном уровне Аргентина пользовалась авторитетом, особенно среди стран Латинской Америки, после усилий аргентинских дипломатов в венесуэльском конфликте с европейскими державами, в результате чего появилась доктрина Драго. Отношения с главным экономическим и политическим партнёром — Великобританией, достигли такого уровня, что Аргентину того периода называют «пятым британским доминионом».

## Первая мировая война
После сараевского убийства и июльского кризиса разразилась Первая мировая война. 4 августа 1914 года Аргентина провозгласила политику соблюдения строгого нейтралитета. В самом начале войны, до истечения срока своих полномочий, скончался президент Роке Саэнс Пенья, создатель компромиссного закона 8871, примирившего политические силы страны. Его преемник Викторино де ла Пласа продолжил политику нейтралитета. А избрание на пост президента Аргентины Иполито Иригойена только укрепило эту позицию. Иригойен, глава аргентинских либералов (Гражданский радикальный союз), сумел удержать страну от вмешательства в конфликт, несмотря на ряд инцидентов.

«Аргентинская нация, не будет объединяться ни с кем против кого бы то ни было, она будет жить в мире со всеми для блага всех»— Иполито Иригойен
В самом начале войны германские войска устроили в бельгийском городке Динан массовую резню, в ходе которой был расстрелян аргентинский вице-консул, гражданин Франции Реми Иммер. Правительство Викторино де ла Пласа замяло скандал, опасаясь быть втянутым в конфликт.
В 1914 году Германия провозгласила неограниченную подводную войну и, в 1915 два аргентинских судна были торпедированы и потоплены подводными лодками кайзерлихмарине. Возникла угроза вступления страны в войну. Германия согласилась на возмещение убытков и дала гарантии на ненападение на аргентинские суда.
В 1915 году произошёл ещё один серьёзный инцидент, но, теперь уже с Британией. 28 ноября английский военный корабль задержал судно «Пресиденте Митре» под аргентинским флагом, владельцы и экипаж которого являлись аргентинцами немецкого происхождения. Министр иностранных дел Аргентины Хосе Луис Муратур выразил протест английскому правительству, ответ на который поступил 21 декабря. Британцы заявили, что оставляют за собой право на арест любого аргентинского судна в сходных обстоятельствах. Депутат Эстанислао Себальос, считая британский ответ унизительным, потребовал отставки Муратура. Судно и груз были возвращены через несколько месяцев.
В сентябре 1917 года в США было опубликовано сообщение немецкого посла Карла фон Люксбурга, в котором рекомендовалось потопить, «не оставляя следов…», два аргентинских судна — «Оран» и «Гуасу», намеревавшихся войти в зону действия немецких субмарин. Возмущённые этим, обе палаты Конгресса Аргентины абсолютным большинством проголосовали за разрыв дипломатических отношений с Берлином. Ставший к тому времени хозяином «Розового дома» Иполито Иригойен не утвердил это решение и ограничился высылкой немецкого посла из страны. В скандале оказалась замешана нейтральная Швеция, дипломатическую связь которой Люксбург использовал для пересылки своих шифровок.
Весной и летом 1917 немецкие субмарины потопили ещё несколько аргентинских судов, в том числе «Монте-Протехидо». Под сильным внутренним и внешним давлением Иригойен и здесь подтвердил продолжение соблюдения нейтралитета. Это вызвало взрыв возмущения в аргентинском обществе. Состоялись пикеты у немецких учреждений страны, погромы помещений немецких фирм.
Объявить войну Германии требовали правительства Британии и США. Аналогичное заявление сделала Франция, которой накануне Буэнос-Айрес дал заём в 100 миллионов песо.
Осенью 1917 года соседний Уругвай разорвал дипломатические отношения с Берлином. Правительство Бразилии сообщило о возможном вооружённом вторжении немецких колонистов с южных штатов Санта-Катарина и Риу-Гранди-ду-Сул. Не имея достаточных сил для отражения возможного нападения, Монтевидео обратился за помощью к Аргентине. Иригойен, в ответ на обращение министра иностранных дел Бальтасара Брума, пообещал, что в случае вторжения, аргентинская армия перейдет Рио-де-Ла-Плату для защиты Уругвая.
Аргентинские добровольцы участвовали в боевых действиях по обе стороны фронта. Наиболее известны — Шарль Леска, Хуан Карулья, Висенте Альмандос Альмонасид, Томас Трэйлл, Александер Бек и другие.
В 1915 году Аргентиной было интернировано несколько германских судов: 18 января — «Патагония», 26 февраля — «Хольгер». После Фолклендского боя в Аргентину пришло и было интернировано (23 февраля) судно «Зейдлиц» из состава Восточно-Азиатской крейсерской эскадры.

## Последствия
Правительство Иполито Иригойена сумело отстоять национальный суверенитет Аргентины. Иригойен осудил Первую мировую войну и Версальскую систему, хотя и подвергался нападкам внутренних пробританских сил. В то же время это принесло ему популярность аргентинского народа.
Война привела к ослаблению экономических отношений Буэнос-Айреса с Лондоном, что стало стимулом к внутреннему развитию Аргентины и началом экономического проникновения североамериканского капитала. Ещё в 1913 году в стране насчитывалось 49 тысяч предприятий, а в годы Первой мировой их число увеличилось. Страна превратилась в крупнейшего в мире экспортёра мяса. За 1914—1920 годы золотой запас Аргентины вырос в два раза.
Марсело Торкуато де Альвеар и Ро́муло Нао́н публично называли Иригойена германофилом. Им следовали США, заинтересованные в ослаблении позиций Аргентины на американском континенте. Биограф Иригойена писал, что «ни один человек в истории страны не был так любим и в то же время так ненавидим, как президент Иригойен». Однако способность объединить народ во имя общенациональных интересов дала повод некоторым исследователям называть его «аргентинским Ганди».
За потопленные в годы войны суда Германия согласилась выплатить компенсации, о чём в 1921 году на борту броненосца «Ганновер» послом Аргентины в Германии Луисом Молиной и министром иностранных дел Веймарской республики Вальтером Симонсом был подписан договор.